# Visoka (gmina Arilje)
Visoka (cyr. Висока) – wieś w Serbii, w okręgu zlatiborskim, w gminie Arilje. W 2011 roku liczyła 357 mieszkańców.